# Altels
Altels – szczyt w Alpach Berneńskich, części Alp Zachodnich. Leży w Szwajcarii w kantonach Valais i Berno. Należy do głównego łańcucha Alp Berneńskich. Można go zdobyć ze schroniska Berghotel Schwarenbach (2060 m) lub Balmhornhütte (1956 m).
Pierwszego odnotowanego wejścia dokonał Hans Hari, Hermann Löhnert, Fritz Ogi, Adolf von Steiger i Friedrich Wyss-Wyss 8 lipca 1874 r.